# Viktor Lebzelter
Viktor Lebzelter (* 26. November 1889 in Wien, Österreich-Ungarn; † 22. Dezember 1936 in Mödling) war ein österreichischer Anthropologe und Gegner der NS-Rassentheorie.

## Leben
Lebzelter studierte in Wien Anthropologie bei Rudolf Pöch, Völkerkunde bei Pater Wilhelm Schmidt, (SVD), Prähistorie bei Josef Bayer sowie Medizin und Naturwissenschaften. Nach der Promotion zum Dr. phil. 1914 diente er an der Ostfront und in Albanien. 1919 trat er in das Bundesministerium für Soziale Verwaltung (Abt. Gesundheitsamt) ein. Lebzelter war ein enger Mitarbeiter der Steyler Missionare Schmidt, Paul Schebesta und Martin Gusinde und der von ihnen herausgegebenen Zeitschrift „Anthropos“. 1926 wurde er hauptamtlich in die prähistorisch-anthropologische Abteilung des Naturkundlichen Museums Wien eingestellt. 1926–28 unternahm er eine Expedition nach Südafrika, unterstützt von Papst Pius XI. für das Missionsmuseum in Rom, zur Erforschung der Buschmänner und Bantu sowie der Völkerkunde, Urgeschichte und Sprachen Südafrikas. Ab 1929 unternahm Lebzelter umfangreiche Feldstudien in Österreich und der Tschechoslowakei, um die dort nachweisbaren Menschenrassen zu klären. Dabei sammelte er Knochen z. B. in Ossuarien und vermaß 1932/33 über 3300 Lebende im Gebiet des Böhmerwaldes. 1934 folgte eine fünfwöchige Untersuchung in Pöggstall in der Region Niederösterreich zur „Besiedelungsgeschichte der engeren Heimat“. Für den Burgenland-Atlas von Hugo Hassinger trug er eine Vermessung von etwa 5000 Menschen in 32 Ortschaften bei. Im April 1934 wurde er Direktor der Anthropologischen Abteilung des Naturhistorischen Museums und erweiterte die Sammlung um viele Schädel und Skelette. Er untersuchte 1933 die Skelettreste Rudolfs IV. und 1936 den 1485 heiliggesprochenen Markgrafen Leopold III.
Seit 1910 war Lebzelter Mitglied, seit 1932 Ausschussrat der Anthropologischen Gesellschaft in Wien. 1935 wurde er zum Leiter eines Arbeitskreises des Kulturreferats im Bundesministerium für Unterricht ernannt, der sich mit Fragen des Museums, speziell im Dienst der christlichen Weltanschauung, beschäftigte.
Lebzelter gehörte zur „Wiener Schule“ der Ethnologie und Anthropologie, die rassistische Unterschiede auf biologischer Basis unter den Menschen bestritt. Auch wurde die Indogermanen-These, dieses Urvolk sei auf ein „nordisches Ostvolk“ zurückzuführen, als unwissenschaftlich zurückgewiesen. Bereits 1925 sprach sich Lebzelter gegen eine „aristokratische Biologie“ aus, wie sie in Wien der nationalsozialistische Rassist Otto Reche vertrat, und bestritt eine Degeneration durch Rassenmischung in der Evolution. Im Gegenteil hob er deren Vorteile hervor. Auch bestritt er Reches Behauptung der führenden Rolle einer „nordischen“ Schicht in der Prähistorie, wie sie Hans F. K. Günther vertrat. Politisch war Lebzelter ein Monarchist.

## Schriften (Auswahl)
- Rassen und Kulturen in Süd- und Südwestafrika, 3 Bde., 1931 ff.
- Rassengeschichte der Menschheit, 1932
- Zur Methodik menschheitsgeschichtlicher Forschung, in: Zs. f. Ethnol. 64, 1932, S. 190–204.
- Die Eingeborenenfrage in Südafrika als sozial-wirtschaftliches und rassenpsychologisches Problem, Vortrag Wien 1934
- Unsere rassenhygienische Aufgabe, 1937